# لاهاسکا (پنسیلوانیا)
لاهاسکا (به انگلیسی: Lahaska) یک منطقهٔ مسکونی در ایالات متحده آمریکا است که در پنسیلوانیا واقع شده‌است. لاهاسکا ۹۲٫۹۷ متر بالاتر از سطح دریا واقع شده‌است.